# Faro di Biarritz
Il faro di Biarritz, (Biarritz è un comune francese situato nel dipartimento dei Pirenei Atlantici nella regione dell'Aquitania), la cui struttura è situata sulla falesia di pointe Saint-Martin (punta di Saint Martin). Questo sperone roccioso costituisce una vera e propria frontiera tra la costa sabbiosa in direzione nord, che prosegue per alcune centinaia di chilometri fino all'estrema punta della Gironda, e le scogliere dei Paesi Baschi a sud.

## Storia
Il faro è stato costruito tra il 1830 e il 1834 a cura dell'architetto M. Viennois. Le sue fondamenta, che poggiano sull'estremità occidentale del promontorio, sprofondano fino a 5 metri nel sottosuolo roccioso (usanza dell'epoca per evitare eventuali inclinazioni della torre). La costruzione è costituita da una torre conica bianca che sovrasta i locali macchine dell'impianto, nonché la vecchia abitazione dei guardiani.

Il faro è stato completamente automatizzato nel 1980.

## Una vista mozzafiato
I 243 scalini che congiungono il pian terreno alla sua sommità, consentono di giungere ad un'altezza di circa 80 metri s.l.m. la quale offre uno spettacolare panorama nelle belle giornate: dal sottostante abitato di Biarritz, al litorale aquitano e basco, fino alla maestosità dei Pirenei. In particolare a nord è visibile la valle dell'Adour; a est i piccoli villaggi e la cattedrale di Bayonne; a sud i centri di Hendaye e Saint Jean de Luz; a ovest l'immensità dell'Atlantico.

## Curiosità
Nelle sue vicinanze è presente il golf du Phare che è un campo da golf, costruito dagli inglesi nel 1888.

## Galleria d'immagini

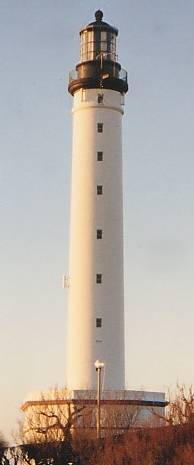
il faro
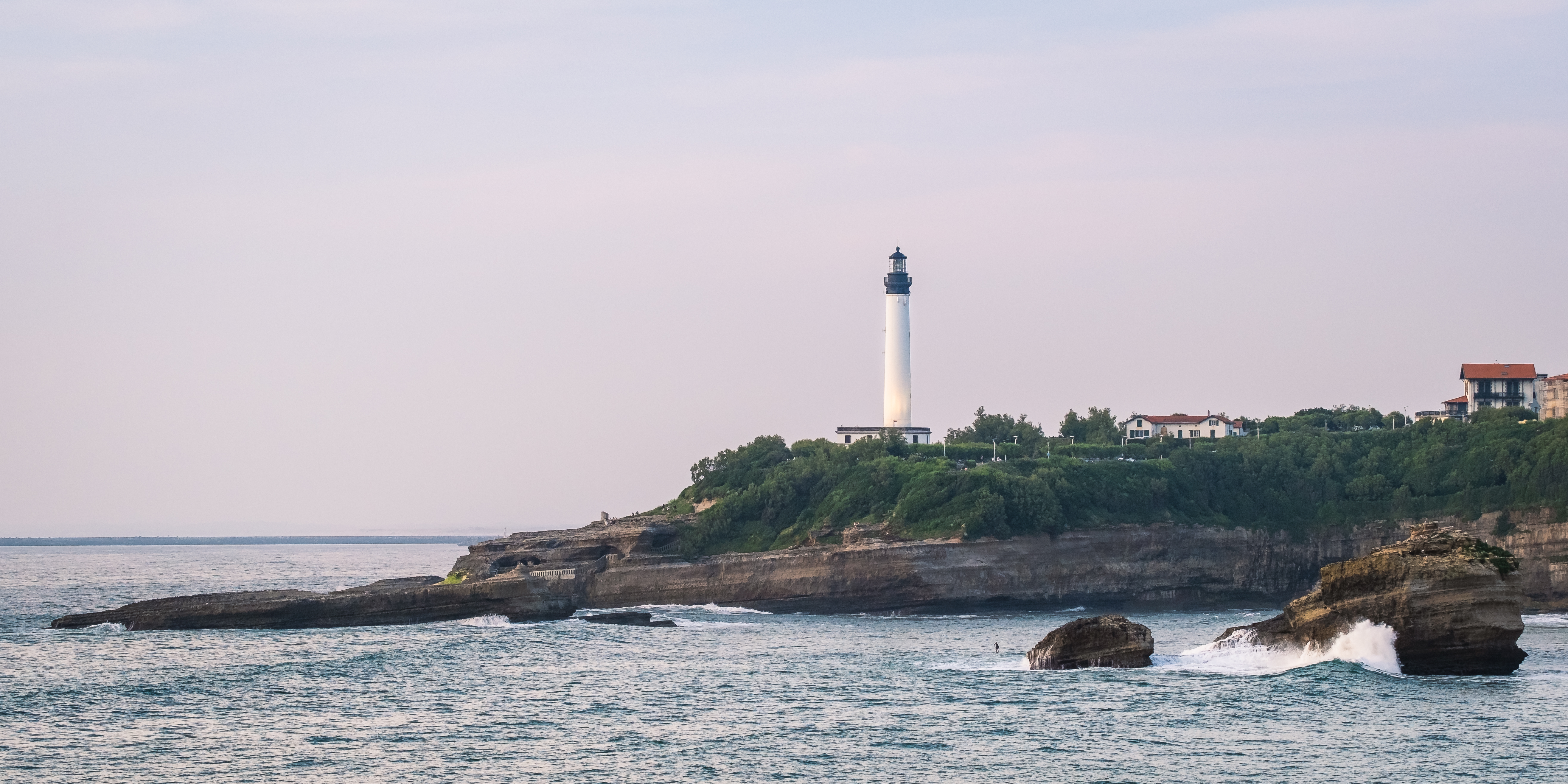
Vista dalla roccia Basta.
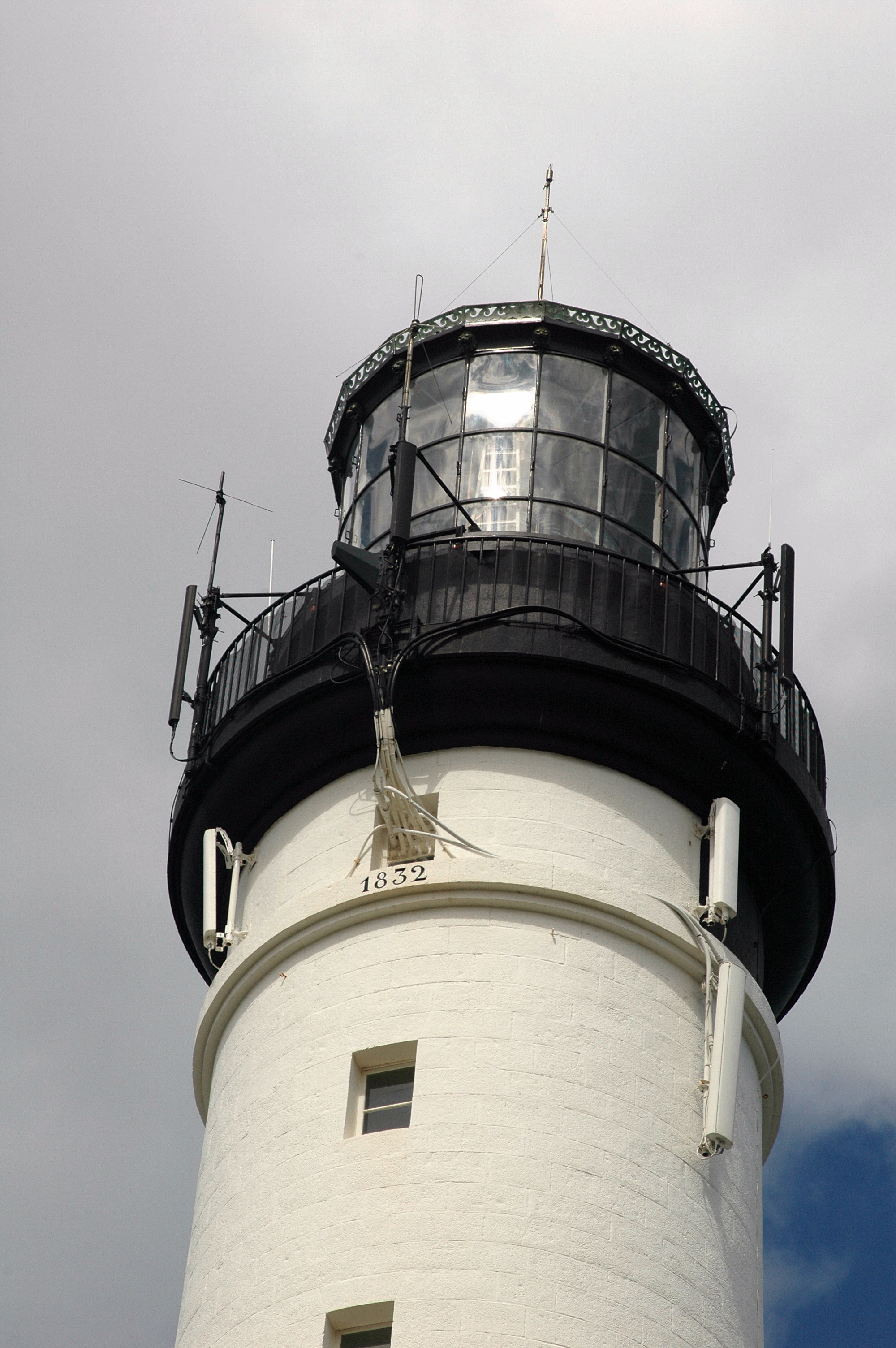
la lanterna

### Siti internet
- (FR) Ufficio del Turismo di Biarritz, su ville-biarritz.fr. URL consultato il 13 dicembre 2006 (archiviato dall'url originale il 29 agosto 2006).
- faro di Han: sito dedicato ai fari, su farodihan.it. URL consultato il 13 dicembre 2006 (archiviato dall'url originale il 13 marzo 2005).
- (FR) alcune belle foto sul faro, su robert.carceller.free.fr.